# Лінкольн-Вілледж (Огайо)
Лінкольн-Вілледж (англ. Lincoln Village) — переписна місцевість (CDP) в США, в окрузі Франклін штату Огайо. Населення — 9702 особи (2020).

## Географія
Лінкольн-Вілледж розташований за координатами 39°57′11″ пн. ш. 83°7′55″ зх. д. / 39.95306° пн. ш. 83.13194° зх. д. (39.952952, -83.132020).  За даними Бюро перепису населення США в 2010 році переписна місцевість мала площу 4,76 км², з яких 4,75 км² — суходіл та 0,00 км² — водойми.

## Демографія
Згідно з переписом 2010 року, у переписній місцевості мешкали 9032 особи в 3734 домогосподарствах у складі 2265 родин. Густота населення становила 1899 осіб/км².  Було 4188 помешкань (881/км²).
Расовий склад населення:
| - 82,1 % — білих - 6,3 % — чорних або афроамериканців - 0,9 % — азіатів - 0,4 % — корінних американців - 7,3 % — осіб інших рас |

До двох чи більше рас належало 3,0 %. Частка іспаномовних становила 10,7 % від усіх жителів.
За віковим діапазоном населення розподілялося таким чином: 23,6 % — особи молодші 18 років, 61,9 % — особи у віці 18—64 років, 14,5 % — особи у віці 65 років та старші. Медіана віку мешканця становила 38,2 року. На 100 осіб жіночої статі у переписній місцевості припадало 96,8 чоловіків;  на 100 жінок у віці від 18 років та старших — 93,8 чоловіків також старших 18 років.
Середній дохід на одне домашнє господарство  становив 56 407 доларів США (медіана — 39 720), а середній дохід на одну сім'ю — 67 293 долари (медіана — 51 167). Медіана доходів становила 36 753 долари для чоловіків та 31 274 долари для жінок. За межею бідності перебувало 19,1 % осіб, у тому числі 31,9 % дітей у віці до 18 років та 6,9 % осіб у віці 65 років та старших.
Цивільне працевлаштоване населення становило 4381 осіб. Основні галузі зайнятості: освіта, охорона здоров'я та соціальна допомога — 16,4 %, роздрібна торгівля — 16,2 %, мистецтво, розваги та відпочинок — 14,1 %.